# Chemin de fer régional du Val-de-Travers
La Compagnie de chemin de fer Régional du Val-de-Travers est une ancienne entreprise suisse créée en 1881 et disparue, par fusion, en 1999.

## Historique

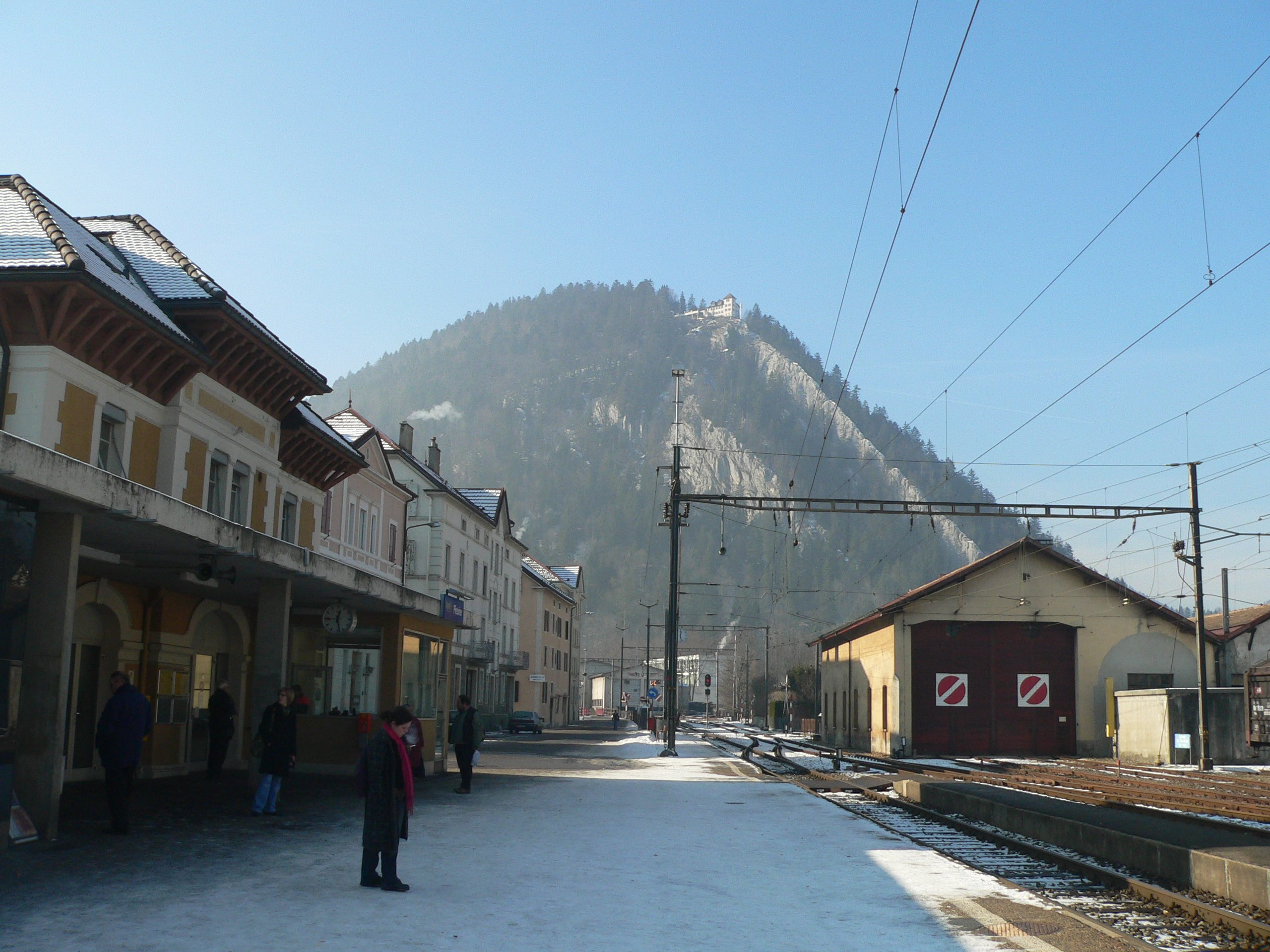
La gare de Fleurier

### Chronologie
- 24.09.1883 : mise en service Travers – Fleurier – St-Sulpice (10.46 km) ;
- 11.09.1886 : mise en service Fleurier – Buttes (3.13 km) ;
- 04.05.1944 : mise en service de l'électrification ;
- 02.06.1973 : suppression du service voyageurs Fleurier – St-Sulpice ;
- 16.10.1984 : fondation du Vapeur Val-de-Travers - VVT qui exploite sporadiquement des trains à vapeur entre St-Sulpice et Fleurier[1] ;
- 01.01.1999 : fusion du RVT avec les Chemins de fer des Montagnes neuchâteloises (CMN) et les Transports du Val-de-Ruz (VR), naissance des Transports régionaux neuchâtelois (TRN) ;
- 01.01.2012 : fusion des TRN avec les Transports publics du littoral neuchâtelois (TN), naissance des Transports publics neuchâtelois (TransN)[2].

## Matériel roulant
| Matériel roulant      | Type et numéros               | Année de construction | Constructeurs       | Remarque(s)                                          | Photo |
| --------------------- | ----------------------------- | --------------------- | ------------------- | ---------------------------------------------------- | ----- |
| Locomotive électrique | Be 417 301                    | 1952                  | ACMV / BBC          | anc. Be 4/4 1                                        |       |
| Automotrices          | ABDe 537 311                  | 1944                  | SWS / BBC           | anc. BCFe 2/4 101 hors service 2006                  |       |
| Automotrices          | ABDe 537 312                  | 1945                  | SWS / BBC           | véhicule historique anc. BCFe 2/4 102                |       |
| Automotrices          | ABDe 4/4 103                  | 1965                  | SIG / SWS           | vendue en 1983 au MO ABDe 4/4 9                      |       |
| Automotrices          | ABDe 537 313 « Flèche bleue » | 1946                  |                     | ex-BN ABDe 4/8 743 achetée en 1994 hors service 2005 |       |
| Automotrices          | RABDe 4/4 104                 | 1983                  | SIG / SWS SWP / BBC | vendue en 1991 au GFM                                |       |
| Automotrices          | RABDe 567 315                 | 1983                  | SIG / SWS SWP / BBC | ex-RABDe 4/4 105                                     |       |
| Automotrices          | RBDe 567 316                  | 1985                  | SIG / SWS SWP / BBC | ex-RBDe 4/4 106                                      |       |
| Automotrices          | RBDe 567 317                  | 1991                  | SIG / SWS SWP / ABB | ex-RBDe 4/4 107                                      |       |
| Rames automotrices    | RABe 527 321                  | 2002                  | Bombardier Alstom   | vendues en 2008/09 au BLS RABe 525 « Nina »          |       |
| Rames automotrices    | RABe 527 322                  | 2003                  | Bombardier Alstom   | vendues en 2008/09 au BLS RABe 525 « Nina »          |       |
| Rames automotrices    | RABe 527 331                  | 2007                  | Stadler Rail        | Stadler FLIRT                                        |       |
| Rames automotrices    | RABe 527 332                  | 2009                  | Stadler Rail        | Stadler FLIRT                                        |       |
| Rames automotrices    | RABe 527 333                  | 2009                  | Stadler Rail        | Stadler FLIRT                                        |       |